# Summorum Pontificum
Summorum Pontificum („Vrhovnih svećenika“) je apostolsko pismo pape Benedikta XVI., izdano u obliku motuproprija (tj. na papinu vlastitu inicijativu). Dokument specificira uvjete u kojima svećenik Katoličke Crkve (latinskog obreda) može slaviti svetu misu prema Misalu koji je odobrio sv. Pijo V., a ponovno izdao sv. Ivan XXIII. 1962. godine (oblik mise koji je u današnje vrijeme poznat kao „tradicionalna latinska misa“), kao i podjeljivati sakramente u onom obliku koji je bio u uporabi sve do liturgijskih promjena koje su uslijedile nakon Drugog vatikanskog sabora.
Uz ovaj dokument, koji je izdan u Rimu 7. srpnja 2007., i na snazi je od 14. rujna 2007., izdano je i popratno pismo biskupima u kojem papa Benedikt tumači razloge objavljivanja.
Ovaj dokument zamijenio je motuproprij pape Ivana Pavla II., „Ecclesia Dei“ iz 1988., koji je dozvolio pojedinačnim biskupima da osiguraju mjesta na kojima bi se mogla služiti misa prema misalu iz 1962. Summorum Pontificum dao je još veću slobodu za uporabu tradicionalnog rimskog obreda u navedenom obliku, potvrdivši da u misama koje se slave bez prisustva naroda, svaki katolički svećenik latinskoga obreda može rabiti misal iz 1962., te da mu za to slavljenje nije potrebno nikakvo dopuštenje ni od koga. Također, naznačava se da „U župama u kojima je trajno prisutna skupina vjernika privrženih ranijoj liturgijskoj tradiciji, neka župnik rado iziđe ususret njihovoj molbi za slavljenjem svete Mise prema obredu Rimskoga misala objavljenoga 1962. godine. Neka se župnik pobrine da se duhovna dobrobit ovih vjernika skladno uklopi u redovno župno dušobrižništvo pod biskupovom upravom u skladu s propisom kanona 392, uz izbjegavanje nesloge i promicanje jedinstva cijele Crkve.“ (članak 5.)
U popratnom pismu, papa Benedikt pojašnjava kako je njegov postupak bio usmjeren na široku i velikodušnu brigu oko pružanja dostupnosti obreda koji su hranili vjernike kroz toliko stoljeća, kao i na „postizanju unutarnjega pomirenja u krilu Crkve“ s tradicionalnim katolicima koji se nalaze u nesuglasju sa Svetom Stolicom, poput pripadnika Svećeničkog bratstva svetog Pija X (FSSPX). Papa navodi kako se ispočetka mislilo da će zanimanje za tradicionalnu latinsku misu nestati zajedno sa starijim generacijama koje su odrasle uz nju, no pokazalo se kako „i mladi otkrivaju ovaj liturgijski oblik, osjećaju njegovu privlačnost i u njemu pronalaze oblik koji im je osobito prikladan za susret s Otajstvom Presvete Euharistije“. Što se tiče bojazni koje su se pojavile još tijekom pripreme dokumenta, papa je naglasio kako njegova odluka ne zahvaća u autoritet Drugog vatikanskog sabora, kao i to da „uporaba staroga misala pretpostavlja određeni stupanj liturgijske formacije i poznavanje latinskog jezika, a niti jedno niti drugo ne susreće se odveć često“. Stoga misa Pavla VI. ostaje „normativni“ ili „redoviti oblik euharistijske liturgije rimskog obreda.“

## Sadržajmotuproprijai popratno pismo

### SažetakSummorum Pontificuma
Papa Benedikt izdao je ovaj dokument nakon „dugih promišljanja, brojnih savjetovanja i molitve“
U 1. članku dokumenta, govori o „tipskome izdanju Rimskoga misala koji je objavio blaženi Ivan XXIII. godine 1962. i koji nikada nije bio ukinut.“ U popratnome pismu ovo se dodatno specificira: „taj misal pravno nikada nije stavljen izvan snage“. U 2. članku kaže da „u misama koje se slave bez prisutnosti naroda, svaki katolički svećenik latinskoga obreda, biskupijski ili redovnički, može se služiti ili Rimskim misalom koji je izdao blaženi papa Ivan XXIII. godine 1962. ili Rimskim misalom koji je objavio papa Pavao VI. godine 1970., i to bilo koji dan, izuzevši Vazmeno trodnevlje. Za to slavljenje prema jednome ili drugome misalu svećeniku nije potrebno nikakvo dopuštenje, ni od Apostolske Stolice, ni od vlastitoga ordinarija.“  U 4. članku kaže kako se na mise koje se slave bez prisutnosti naroda, „mogu pripustiti, održavajući pravne odredbe, također vjernici koji to sami zatraže.“
Što se tiče javnih misa, papa traži od župnika i rektora crkava da u župama u kojima je trajno prisutna skupina vjernika privrženih ranijoj liturgijskoj tradiciji, omoguće slavljenje tradicionalne latinske mise običnim danima u tjednu; a nedjeljom i blagdanom se također može održati jedno takvo slavlje, od strane kvalificiranih svećenika koji ne smiju imati nikakvu pravnu zapreku. Isto se traži i ako se molba upućuje u „posebnim prilikama, kao što su ženidbe, sprovodi ili prigodna slavlja, na primjer hodočašća.“
Osim slavljenja svete mise, papa Benedikt ovlastio je župnike da mogu „nakon zreloga promišljanja“, i „ako to preporučuje dobro duša“ udijeliti dopuštenje za upotrebu starijega obrednika za podjeljivanje sakramenata krštenja, ženidbe, ispovijedi (pokore), i bolesničkoga pomazanja. Također, dozvolio je i biskupima da pod istim uvjetima dijele sakrament Svete potvrde prema starome Rimskom pontifikalu. Dozvoljava i zaređenim klericima da se služe Rimskim brevijarom iz 1962.
Mjesnim se biskupima dopušta uspostavljanje „personalnih župa“, kao i imenovanje rektora i kapelana za slavlja prema starijemu obliku rimskoga obreda.
Papinsko povjerenstvo Ecclesia Dei, čiju ulogu potvrđuje ovaj dokument, ovlašteno je da osigurava provođenje pravila izloženih u ovome dokumentu. Stabilne skupine vjernika poput onih kakve se spominju u čl. 5., čiji župnik im ne izlazi u susret, trebaju o tome izvijestiti dijecezanskog biskupa, i zatražiti od njega da im ispuni zahtjev. Ako on to ne želi, trebali bi o tome izvijestiti Papinsko povjerenstvo, kojemu bi se za pomoć i savjet trebao obratiti i svaki biskup koji nije u mogućnosti ispuniti ono što se traži od njega.
Papa je u popratnom pismu razjasnio kako se, kao posljedica njegovog motuproprija „Posljednja redakcija Rimskoga Misala prije Koncila, objavljena vlašću pape Ivana XXIII. godine 1962. i upotrebljavana za vrijeme Koncila, može rabiti kao izvanredni oblik  (forma extraordinaria) liturgijskoga slavlja.“, a da je „Misal, koji je objavio Pavao VI. i koji je kasnije Ivan Pavao II. izdao u još dva nova izdanja, sasvim razumljivo jest i ostaje normativnim oblikom — redovitim oblikom (forma ordinaria) — euharistijske liturgije.“, kao i to da se „jasno razabire da će novi Misal svakako ostati redovitim oblikom rimskoga obreda, ne samo zbog pravne regulative, nego i zbog stvarnih prilika u kojima se nalaze vjerničke zajednice.“
Ovaj motuproprij dozvoljava i ono što neki tradicionalisti smatraju novotarijom, a to je naviještanje misnih čitanja „također“ i na narodnom jeziku prilikom svetih misa na kojima su prisutni vjernici. Također, u popratnom pismu papa kaže kako će se „u stari Misal moći i morati unijeti novi sveci te neka od novih predslovlja“, što će razmotriti Povjerenstvo Ecclesia Dei.

### Sažetak popratnog pisma
U svom popratnom pismu uz motuproprij namijenjenom biskupima, papa Benedikt je proglasio neutemeljenima dva strahovanja koja su se pojavila vezano uz promjene koje je donio ovaj dokument: da će na taj način autoritet Drugoga vatikanskog koncila biti okrnjen, i da bi šire ovlaštenje uporabe Misala iz 1962. godine moglo prouzročiti nerede ili čak lomove u župnim zajednicama.
Papa je prepoznao kako „ne nedostaje pretjerivanja, a ponekad i društvenih aspekata koji su nepravedno združeni sa stavovima vjernika privrženih staroj latinskoj liturgijskoj tradiciji.“ Kako bi se izbjegla situacija gdje se želja za ponovnim otkrivanjem drevnih oblika liturgije javila „ponajprije zato što se na mnogim mjestima nije slavila Misa u skladu s propisima novoga Misala, nego se dapače smatralo da on dozvoljava ili čak obvezuje na kreativnost, koja je često uzrokovala izobličenje liturgije do granice nepodnošljivoga… (ta su) samovoljna iskrivljavanja liturgije duboko izranila osobe koje su bile posve ukorijenjene u vjeru Crkve.“, papa preporučuje vjerno pridržavanje propisa Misala Pavla VI.: „Najsigurnije jamstvo da će Misal Pavla VI. moći objediniti župne zajednice i biti u njima obljubljen, sastoji se u slavljenju Mise s velikim poštovanjem u skladu s propisima; na taj način duhovno bogatstvo i teološka dubina ovoga Misala postaje vidljivom.“

#### Unutarnje pomirenje
Papa Benedikt naglašava „postizane unutarnjega pomirenja u krilu Crkve“ kao „pozitivni razlog“ za ovaj motuproprij. Tradicionalističke skupine, poput Svećeničkog bratstva svetog Pija X., čiji je utemeljitelj nadbiskup Marcel Lefebvre ekskomuniciran nakon valjanog, ali i nedozvoljenog ređenja četvorice biskupa u Ecôneu 1988., tražile su dozvolu služenja tradicionalne latinske mise kao preliminarni uvjet za upuštanje u bilo kakve doktrinarne razgovore sa Svetom Stolicom.
Benedikt, koji je sam vodio razgovore s FSSPX-om tijekom svog mandata na položaju Prefekta Kongregacije za nauk vjere, naveo je kao jedan od razloga za veliki trud oko ovog motuproprija neprežaljenu činjenicu kako „tijekom stoljeća… u kritičnim trenucima, kad su podjele nastajale, odgovorne osobe u Crkvi nisu učinile dovoljno toga da se očuva ili zadobije pomirenje i jedinstvo; postoji utisak da su propusti unutar Crkve snosili dio krivnje da su se takve podjele mogle učvrstiti.“ No, u istom popratnom pismu papa je istaknuo: „Dakako, da bi i svećenici iz zajednica privrženih starome obredu mogli živjeti u punome crkvenom jedinstvu, oni ne smiju, načelno govoreći, isključivati slavljenje po novim knjigama. Naime, ne bi bilo dosljedno s jedne strane priznavati vrijednost i svetost novoga obreda, a s druge strane potpuno ga isključivati.“ Prema tome, iako papa ovime otvara vrata tradicionalnoj latinskoj misi, papa očekuje da FSSPX prizna legitimnost mise Pavla VI. Generalni poglavar FSSPX-a, biskup Bernard Fellay napisao je sljedeće: „Popratno pismo uz motuproprij ne prikriva poteškoće koje se još uvijek nalaze pred nama“. Fellay je također izjavio kako Bratstvo čezne da „nakon što budu opozvane ekskomunikacije koje su pogodile njene biskupe, još spokojnije razmotri sporna doktrinarna pitanja.“
Nakon što je u svom popratnom pismu biskupima rekao kako je: „u pokretu, koji je predvodio nadbiskup Lefebvre, vjernost starome Misalu postala vanjskim znakom raspoznavanja…“, dodao je i to da „razlozi procijepa koji je ovdje nastao leže mnogo dublje.“

#### Privlačnost starog obreda
Osim pitanja pomirenja s tradicionalističkim skupinama, papa je također napomenuo kako je, ubrzo nakon proglašenja novog oblika mise pretpostavljeno kako će se „potraživanje Misala iz 1962. ograničiti samo na stariji naraštaj koji je uza nj odrastao“, no papa prepoznaje kako je „u međuvremenu postalo jasno da i mladi otkrivaju ovaj liturgijski oblik, osjećaju njegovu privlačnost i u njemu pronalaze oblik koji im je osobito prikladan za susret s Otajstvom Presvete Euharistije.“ Radi neprestane privlačnosti koju pripadnici svih generacija osjećaju prema drevnom obliku svete mise, ocijenjeno je kako se vezani slučajevi više ne mogu rješavati jedan po jedan, već je umjesto toga došlo vrijeme za „jasnijom pravnom regulativom, što se u vrijeme motuproprija iz 1988. godine još nije moglo predvidjeti.“
Papa dalje naglašava: „Nema nikakvoga proturječja između jednoga i drugog izdanja Rimskoga Misala. U povijesti liturgije postoji rast i razvoj, ali nema raskida. Ono što je prijašnjim naraštajima bilo sveto, to i ostaje i za nas sveto i veliko, te se ne može najednom potpuno zabraniti ili čak proglasiti štetnim. Svima nam je na korist očuvati bogatstvo koje je izraslo u vjeri i molitvi Crkve, te mu dodijeliti zasluženo mjesto. Ove odredbe također imaju svrhu osloboditi biskupe dužnosti da uvijek iznova promišljaju kako treba odgovoriti u različitim prilikama.“ U nastavku zahtijeva priznavanje „vrijednosti i svetosti“ novoga obreda.

### Uvjeti za uporabu Misala iz 1962.
Prijašnji propisi vezani uz uvjete za uporabu Misala iz 1962. se nadomještaju sljedećima:
- "U misama koje se slave bez prisustva naroda, svaki katolički svećenik latinskoga obreda, biskupijski ili redovnički, može se služiti ili Rimskim misalom koji je izdao blaženi papa Ivan XXIII. godine 1962. ili Rimskim misalom koji je objavio papa Pavao VI. godine 1970., i to bilo koji dan, izuzevši Vazmeno trodnevlje. Za to slavljenje prema jednome ili drugome Misalu svećeniku nije potrebno nikakvo dopuštenje, niti od Apostolske Stolice, niti od vlastitoga Ordinarija. Na slavlja svete Mise o kojima se govori iznad, mogu se pripustiti, obdržavajući pravne odredbe, također vjernici koji to sami zatraže.“ (članci 2 i 4)
- "U župama u kojima je trajno prisutna skupina vjernika privrženih ranijoj liturgijskoj tradiciji, neka župnik rado iziđe ususret njihovoj molbi za slavljenjem svete Mise prema obredu Rimskoga misala objavljenoga 1962. godine. Neka se župnik pobrine da se duhovna dobrobit ovih vjernika skladno uklopi u redovno župno dušobrižništvo pod biskupovom upravom u skladu s propisom kanona 392, uz izbjegavanje nesloge i promicanje jedinstva cijele Crkve. U crkvama koje nisu niti župne niti samostanske, davanje dopuštenja za navedene slučajeve spada na rektora crkve.“ (članci 5. § 1 i § 5)

„Slavljenje svete Mise prema Misalu blaženoga Ivana XXIII. može se održavati običnim danima u tjednu; a nedjeljom i blagdanom se također može održati jedno takvo slavlje.“ (članak 5. § 2)
„Vjernicima i svećenicima koji to zatraže, neka župnik dopusti slavljenje u ovome izvanrednom obliku također u posebnim prilikama, kao što su ženidbe, sprovodi ili prigodna slavlja, na primjer hodočašća.“ (članak 5. § 3)
„Svećenici koji se služe Misalom blaženoga Ivana XXIII. moraju biti prikladni i ne smiju imati pravnu zaprjeku.“ (članak 5. § 4)
- „Ako zajednice Ustanova posvećenoga života i Družbi apostolskoga života, bilo papinskoga bilo biskupijskoga prava, u konventualnim odnosno »zajedničkim« slavljima unutar vlastitih crkvi žele slaviti svetu Misu prema izdanju Rimskoga misala iz godine 1962., to im je dopušteno. Ako pojedina zajednica, ili cijela Ustanova odnosno Družba želi često, ili redovito, ili trajno održavati takva slavlja, neka o tome odluče viši poglavari u skladu s crkvenim pravom te prema vlastitim zakonima i odredbama.“ (članak 3)

U intervjuu koji je dao Vatikanskom radiju, tadašnji Kardinal predsjednik Papinskog povjerenstva Ecclesia Dei, Darío Castrillón Hoyos komentirao je kako „svećenici sami mogu odlučiti, bez dozvole Svete Stolice ili biskupa, slaviti misu po starom obredu. A to isto vrijedi za sve svećenike. Upravo župnici moraju širom otvoriti svoja vrata onim svećenicima koji žele slaviti tradicionalnu misu, pod uvjetom da su sposobni za to. Stoga nije nužno tražiti nikakvu drugu dozvolu.“
Članak 2. motuproprija vrijedi bez iznimke u misama koje se slave bez prisustva naroda za sve svećenike latinskog obreda, koji su ovlašteni za uporabu bilo starog (1962), bilo novog (1970) oblika Rimskog obreda, pa čak ako su ovlašteni i za uporabu nekog drugog latinskog liturgijskog obreda, poput Ambrozijanskog obreda. Ne vrijedi za svećenike Istočnih Katoličkih Crkava. Odnosi se samo na Rimski obred, i ne bavi se starijim oblicima drugih latinskih liturgijskih obreda, o čemu se brinu autoriteti kojima je povjerena skrb oko reguliranja ovih obreda.
Pismom 13/2007 od 20. siječnja 2010., Papinsko povjerenstvo Ecclesia Dei pozitivno je odgovorilo na pitanje smije li župnik ili koji drugi svećenik na vlastitu inicijativu javno slaviti izvanredni oblik, uz uobičajenu uporabu novog oblika, „kako bi se vjernici, i mladi i stari upoznali sa starim obredima i tako ubirali plodove njihove zamjetljive ljepote i transcendencije“. Iako je Komisija popratila ovaj odgovor s opaskom kako stabilna grupa vjernika privržena starijem obliku mise ima pravo prisustvovati misi po izvanrednom obliku, internetska stranica koja je objavila ovaj odgovor protumačila je kako za vlastitu inicijativu slavljenja mise po izvanrednom obliku od strane svećenika nije nužan zahtjev stabilne skupine vjernika.“

## Povijesne okolnosti
Rimski obred svete mise je kroz mnoga stoljeća (posebno u ranijim) prošao mnoge stupnjeve razvoja. Kao odgovor na Konstituciju o svetoj liturgiji Drugog vatikanskog sabora Sacrosanctum Concilium, Rimski obred je sistematski revidiran i drastično izmijenjen, što je 1970. dovelo do izdavanja revizije Rimskog misala od strane pape Pavla VI., u čemu mnogi tradicionalistički orijentirani katolici vide raskid s dotadašnjom praksom. U pismu koje je popratilo Summorum Pontificum, papa Benedikt XVI. je napomenuo: „Nema nikakvoga proturječja između jednoga i drugog izdanja Rimskoga Misala. U povijesti liturgije postoji rast i razvoj, ali nema raskida.“ Neki tradicionalisti su se protivili uporabi novog oblika liturgije, i tražili su „sveopći indult“ kojim bi se svim svećenicima dozvolilo da javno služe dotadašnji obred bez traženja posebnih dozvola.
Više od godinu dana prije objavljivanja Summorum Pontificuma vatikanski dužnosnici poput kardinala Castrillóna Hoyosa, predsjednika Papinskog povjerenstva Ecclesia Dei, naznačivali su kako je papa Benedikt XVI. odlučio izdati dokument vezan uz tu problematiku. Kako se sve više približavao datum izdavanja dokumenta, ove izjave su postajale sve jasnije. Oko raznih nacrta dokumenta tražena su mišljenja biskupa diljem svijeta, kao i od tradicionalističkih skupina.
Od strane biskupa izražene su dvije bojazni, koje je papa u poratnom pismu nazvao neosnovanima. Prva bojazan je bila kako će ovaj dokument umanjiti autoritet Drugog vatikanskog sabora, dovodeći u pitanje jednu od ključnih odluka Kooncila, onu o liturgijskoj reformi. Druga bojazan je bila kako će mogućnost šire uporabe Misala iz 1962. dovesti do nereda ili čak lomova u župnim zajednicama. Što se tiče ove druge bojazni, papa je komentirao kako „uporaba staroga Misala pretpostavlja stanovitu liturgijsku naobrazbu i mogućnost služenja latinskim jezikom; a niti jedno niti drugo se ne susreće tako često“, te da se „iz ovih konkretnih pretpostavki jasno razabire da će novi Misal svakako ostati redovitim oblikom Rimskoga obreda.“
Kardinal Castrillón Hoyos, predsjednik Papinskog povjerenstva Ecclesia Dei, tijela zaduženog za nadgledanje implementacije motuproprija Summorum Pontificum, komentirao je bojazni koje su neki izrazili, čak i nakon izdavanja motuproprija, da će „manjina vjernika župi nametnuti misu sv. Pija V.“ Rekao je: „Oni koji daju takve izjave očito nisu pročitali motuproprij. Jasno je da nijedan svećenik neće biti obvezan slaviti misu sv. Pija V. Jedino ako grupa vjernika ima na raspolaganju svećenika koji je sposoban služiti tu misu, zatraži njezino slavljenje, tada se župnik ili rektor crkve ne smiju tome protiviti.“
"

## Reakcije na dokument
Ovaj dokument je bio dobro primljen od strane podupiratelja tradicionalne latinske mise, no bilo je i kritika od nekih katoličkih i židovskih vođa.

### Reakcije katoličkih biskupa
Većina službenih reakcija naglašavala je želju za jedinstvom i pomirenjem unutar Crkve. Nadbiskup José Horacio Gomez iz San Antonia u izjavi za javnost rekao je kako vjeruje da će motuproprij „otvoriti velike mogućnosti za pomirenje i jedinstvo s onima koji su pokazali veliku privrženost rimskoj liturgiji kakva se slavila prije reformi iz 1970.“ … „Ljudi će sada mnogo jasnije uvidjeti rast i napredak do kojeg smo došli od Drugog vatikanskog, dok se istodobno očuvalo bogata baština i nasljeđe Crkve.“ Kardinal Cormac Murphy-O'Connor, nadbiskup Westminstera je rekao: „U ime biskupa Engleske i Walesa, pozdravljam poziv na jedinstvo Svetoga Oca, koje je posebno usmjereno ka onima koji osjećaju veliku privrženost slavljenju svete mise po Misalu iz 1962. “ Biskupska konferencija Škotske rekla je u svojoj izjavi kako dokument „odražava pastoralnu skrb“ Benedikta XVI. za „one koji osjećaju privlačnost prema tom obliku Euharistijskog slavlja“…“pastoralnu skrb koju dijele i biskupi Škotske, a dijele i papinu brigu oko jedinstva Crkve.“"
Neobična reakcija stigla je od čileanskog biskupa Juana Ignacija Gonzáleza Errázuriza, koji je izjavio kako dokument nije bio toliko usmjeren prema „dokidanju šizme nadbiskupa Lefebvrea i njegovih sljedbenika“, koliko prema promicanju jedinstva među kineskim katolicima. Međutim, čak su i dijelovi Katoličke Crkve u Kini koji se nalaze pod kontrolom režimskog „Kineskog patriotskog katoličkog udruženja“ počeli već godinama rabiti revidirani oblik mise na narodnom jeziku, umjesto tradicionalne latinske mise.
Talijanski biskup Luca Brandolini, najbliži suradnik Annibalea Bugninija, „arhitekta“ liturgijske reforme provedene 1970. godine, rekao je: „Ovo je najtužniji trenutak u mom životu kao čovjeka, svećenika i biskupa. Ovo je dan žalosti, ne samo za mene, već za mnoge ljude koji su radili za Drugi vatikanski sabor. Reforma, na kojoj su radili mnogi, uz velike žrtve i nadahnuta samo željom za obnovom Crkve, ovime je poništena.“ Ipak, izjavio je: „pokorit ću se Svetom Ocu, jer sam biskup, i stalo mi je do Svetog Oca“.
Drugi su izražavali bojazan kako će popuštanje ograničenja za služenje tradicionalne mise uzrokovati poteškoće u praksi za župnike koji bi mogli biti pod pritiskom da služe misu prema Misalu iz 1962., te da će takav pritisak izgledati poput „mjerila kojim će se ispitivati odanost svećenika papi.“ Kardinal Castrillón odgovorio je na ovu bojazan tako što je istaknuo da motuproprij ne obvezuje nijednog svećenika na upotrebu Misala iz 1962. Sve što se traži od župnika ili rektora crkve jest da u svojim crkvama dozvole služenje mise prema tom Misalu stabilnim skupinama vjernika naklonjenim ranijoj tradiciji koje imaju na raspolaganju svećenika. Postoji ograničen broj svećenika koji znaju slaviti tradicionalnu latinsku misu, a pomanjkanje svećenika znači kako će mnogi svećenici već imati ispunjene rasporede za nedjeljne mise. Kao odgovor na ovu bojazan, mnogi su biskupi najavili kako namjeravaju izdati vlastite smjernice o najboljem načinu implementacije Summorum Pontificuma u svojim dijecezama u skladu s pravilom motuproprija koje naglašava da „Svećenici koji se služe Misalom blaženoga Ivana XXIII. moraju biti prikladni (kvalificirani) za to.“ Jedan od njih bio je biskup Donald W. Trautman iz Biskupije Erie u Pennsylvaniji, koji je naglasio kako svećenici koji slave takvu misu prije svega moraju pokazati da imaju potrebno znanje njenih rubrika, kao i latinskog jezika.

### Reakcije tradicionalističkih katoličkih skupina
Mnogi zagovornici tradicionalne latinske mise izrazili su oprezni optimizam u pogledu budućnosti, i pripremili su se za praktične aspekte ove odluke. Društvo za latinsku misu Irske dalo je izjavu: „Izuzetno smo zahvalni papi što je na ovaj način omogućio obogaćivanje života Crkve, i što je poboljšao liturgijsku raznolikost. Svojim postupkom papa Benedikt počeo je graditi na kamenu temeljcu koji je položio njegov prethodnik Ivan Pavao II. svojim motuproprijem Ecclesia Dei. U svojoj izjavi Društvo za latinsku misu Engleske i Walesa reklo je: „Prije trideset i sedam godina, Društvo za latinsku misu osuđeno je od strane (katoličkog) lista „The Universe“ radi svoje privrženosti tradicionalnom latinskom obredu velikim naslovom „Latinsko ludilo“. Danas je sva odanost, odlučnost i patnja tradicionalnih vjernika opravdana mudrim i pastoralnim motuproprijem pape Benedikta XVI. Ova odluka staje na kraj diskriminaciji, marginalizaciji i posvemašnjem isključivanju, koje su prečesto trpili tradicionalni katolici…. Unatoč tome, došlo je vrijeme za „unutarnje pomirenje u krilu Crkve na koje poziva papa Benedikt.“ Katolička izdavačka kuća Baronius Press toplo je pozdravila motuproprij i pripremila je za izdavanje vlastito izdanje Misala iz 1962. koje se podudaralo sa stupanjem na snagu Summorum Pontificuma.
Neki tradicionalistički katolici kritizirali su da Summorum Pontificum nije učinio dovoljno, kao i prihvaćanja mise Pavla VI. kao redovnog oblika Rimskog obreda, te su vidjeli odobrenje za uporabu Misala iz 1962. kao varku kojom se htjelo navesti tradicionaliste da se kompromitiraju.
Damian Thompson, glavni urednik lista Catholic Herald, bloger i novinar lista The daily Telegraph, napisao je 16. studenog 2007., kako je kardinal Murphy-O'Connor izuzetno nezadovoljan izdavanjem dokumenta pape Benedikta, prošli tjedan uzvratio s „osvrtom“ Sumorum Pontificuma. Prema Murphy-O'Connoru, ova odluka ostavlja netaknutom moć lokalnih biskupa. No, ona zapravo oduzima biskupima ovlast da blokiraju drevnu liturgiju, kardinal pogrešno tumači njezin sadržaj“.
Riječi kardinala Murphy-O'Connora, kako ih citira Thompson, prizivaju riječi pape Benedikta, koji je napisao biskupima: „smatram važnim naglasiti da ove nove odredbe ni na koji način ne umanjuju Vašu vlast i odgovornost bilo u liturgiji, bilo u pastvi Vaših vjernika“, i stoga ih je pozvao da: „podnesu Svetoj Stolici izvješće o svojim iskustvima, tri godine nakon stupanja na snagu ovoga motuproprija. Ako bi se zaista pojavile ozbiljne poteškoće, bit će moguće potražiti neki način da im se doskoči.“
Thompson je vjerovao kako papa Benedikt nema visoko mišljenje o engleskim biskupima, i 5. studenog 2007. sugerirao je kako se opaska tajnika Kongregacije za bogoštovlje i sakramentalnu stegu Malcolma Ranjitha odnosila na trojicu engleskih biskupa, kada je primijetio kako je dokument Summorum Pontificum, koji je stupio na snagu 14. rujna, naišao na „kritiku i protivljenje, od strane teologa, liturgičara, svećenika, biskupa, pa čak i kardinala“, i kako su se „u nekim biskupijama čak pojavili interpretativni dokumenti koji na neobjašnjiv način pokušavaju ograničiti papin motuproprij. Iza ovih postupaka skrivaju se s jedne strane predrasude na ideološkoj bazi, a s druge strane oholost, jedno od najtežih grijeha. Ponavljam: Pozivam sve da poslušaju papu.“
Čineći usporedbu između biskupa koji su nazočili misi koju je slavio kardinal u posjeti i nazočnosti na predstavljanju nove knjige liberalnog nadbiskupa Piera Marinija, Thompson je također „prenio glasinu“ kako je papa Bendikt bio uzrujan odsutnošću svih engleskih biskupa prilikom svečane pontifikalne mise koju je 14. lipnja 2008 u Westminsterskoj katedrali kardinala Murphy-O'Connora služio kardinal Darío Castrillón Hoyos, čelnik komisije Ecclesia Dei.
Nakon mise, kardinal Castrillón Hoyos je razgovarao s novinarima. Na upit nepoznatog konzervativnog novinara koji je inzistirao na tome kako neki biskupi u Engleskoj uskraćuju dozvolu za slavljenje tradicionalne mise u svojim biskupijama, kardinal je odgovorio kako je takvih slučajeva malo. Također, susreo se s kardinalom Murphy-O'Connorom, i prema izjavi izdanoj od strane kardinalovog ureda: „Kardinal Castrillón je izrazio svoju zahvalnost kolegi kardinalu za velikodušan način na koji su biskupi Engleske i Walesa odgovorili na indult pape Pavla VI., koji je dopustio tradicionalistima da slave stari obred, kao i na njihovom prijemu motuproprija pape Benedikta.“

#### FSSP
Svećeničko bratstvo sv. Petra (FSSP), koje isključivo služi tradicionalnu latinsku misu, „izražava veliku radost prilikom izdavanja motuproprija Summorum Pontificum. Potvrđujući središnje mjesto liturgije u prenošenju vjere, kao i izjavom da se svi svećenici mogu služiti Misalom bl. Ivana XXIII., a posebno ohrabrivanjem na uporabu svih četiriju liturgijskih knjiga koje su bile na snazi od 1962, ovaj tekst cijeloj Crkvi otvara riznicu ovih obreda.“ Motuproprij je izdan na prvu godišnjicu izbora o. Johna Berga za generalnog superiora Bratstva. Bratstvo je dalje najavilo kako će „nastaviti u potrazi na načinima na koji može služiti potrebama Crkve, te izražava nadu kako će uspjeh u podizanju njihovih kapela i župa diljem mnogih biskupija tijekom zadnjih 19 godina pružiti veliko ohrabrenje za implementaciju dokumenta. Izražavamo svoju najdublju zahvalnost Njegovoj svetosti, papi Benediktu XVI. Dominus conservet eum, et vivificet eum. [Neka ga Bog sačuva, i oživi.]"

#### FSSPX
Svećeničko bratstvo sv. Pija X., koje je konzultirano od strane pape Benedikta tijekom procesa, izjavilo je kako „pruža najdublju zahvalnost (papi Benediktu) za ovu veliku duhovnu dobrobit“ i kako „se izuzetno raduje što vidi da je Crkva vratila svoju liturgijsku Tradiciju, i dala mogućnost slobodnog pristupa blagu tradicionalne latinske mise…. (za one) koji su je do sada bili lišeni.“ Bratstvo ipak ističe kako „još uvijek ostaju poteškoće“, no priželjkuje kako će „pozitivno okruženje koje je uspostavila Sveta Stolica omogućiti još spokojnije razmatranje spornih doktrinarnih pitanja.“, kao i opoziv ekskomunikacija koje još uvijek pogađaju njegove biskupe.

### Patrijarh Ruske pravoslavne Crkve
Patrijarh Aleksej II odgovorio je na pitanje: „Papa je izdao dokument u kojem vraća mogućnost uporabe Misala sv. Pija V. prilikom Euharistijskog slavlja. Kako ocjenjujete ovu odluku?“ sljedećim riječima: „Ponovno oživljavanje i prepoznavanje vrijednosti drevnih liturgijskih tradicija je nešto što pozdravljamo. Mi se vrlo čvrsto držimo tradicije. Bez pouzdanog skrbništva liturgijske tradicije, Ruska pravoslavna Crkva ne bi mogla izdržati razdoblje progona.“

### Židovska reakcija
Židovska Anti-defamacijska liga (ADL) napala je ovaj dokument radi toga jer tekst molitve za Židove Velikog petka Misala iz 1962. sadrži molbu Bogu da “skine koprenu“ sa židovskih srdaca, te da „ni židovsku nevjeru od svojega milosrđa ne odgoni“, te se u njoj spominje „zaslijepljenost onoga naroda“ (za Krista). Kao odgovor na takve kritike, Dr. John Newton, urednik izdavačke kuće Baronius Press istaknuo je kako se ova molitva izravno nadahnjuje Drugom poslanicom Korinćanima, poglavlja 3 i 4, te da je zaziv Bogu da „skine koprenu s njihovih srdaca“ izravan citat iz 2 Kor 3,15. Druge primjedbe su se odnosile na pogrešno uvjerenje kako će se vratiti Molitva za Židove u obliku koji je prethodio 1960-ima, a kakva je uključena u izvorni oblik tradicionalne latinske mise, oblik koji je govorio o „nevjernim Židovima“ (pro perfidis Iudaeis, čije značenje su neki tumačili kao „podmuklim (perfidnim) Židovima“. Papa Ivan XXIII. zamijenio je ovu molitvu još 1959., tako da se ne pojavljuje u misalu kakvog dozvoljava Summorum Pontificum. Američki židovski odbor (AJC) izdao je sljedeću izjavu:
Priznajemo kako je liturgija Crkve interno katoličko pitanje, te kako se ovaj motuproprij pape benedikta XVI. temelji na dozvoli koju je dao papa Ivan Pavao II., i stoga on u načelu ne donosi ništa novoga. Ipak, prirodno je da smo zabrinuti oko toga kakav bi utjecaj šira uporaba Tridentske liturgije mogla imati na percepciju i postupke prema Židovima,“ dodaje Rosen. „Ipak, još uvijek nije sasvim jasno odnose li se ove kvalifikacije na sve situacije, te smo pozvali Vatikan da pobije negativne implikacije koje su se pojavile kod nekih u židovskim zajednicama i šire, vezano uz ovaj motuproprij“.
Kao odgovor na ove opetovane pritužbe, papa Benedikt XVI je 2008. zamijenio molitvu u Misalu iz 1962. s novosastavljenom molitvom koja ne spominje ni zaslijepljenost ni tamu.

## Universae Ecclesiae
S odobrenjem pape Benedikta XVI., Papinsko povjerenstvo Ecclesia Dei izdalo je na blagdan sv. Pija V., 30. travnja 2011., naputak Universae Ecclesiae  Arhivirana inačica izvorne stranice od 19. lipnja 2016. (Wayback Machine), kako bi razjasnila neke aspekte Summorum Pontificuma.
Normativni dio dokumenta (točke 12-35) sadrže 23 kratka gledišta vezana uz razne argumente. Potvrđuje nadležnost mjesnih biskupa u implementaciji motuproprija, i ponavlja kako u slučaju nesuglasica vezanih uz slavljenje mise u izvanrednom obliku (forma extraordinaria) krajnju odluku donosi Povjerenstvo Ecclesia Dei. Nadalje, pojašnjava koncept 'coetus fidelium' (skupina vjernika) koja postoji na trajan način ('stabiliter existens'), čija želja za sudjelovanjem u slavljenju forma extraordinaria mora biti pozdravljena i prihvaćena od strane župnika ili rektora. Što se tiče uvjeta veličine takve skupine, prilikom obavljanje te procjene apelira se na razboritost župnika ili rektora, no daje se do znanja da ta skupina ne mora nužno biti sastavljena od osoba iz iste župe, nego se može sastojati od osoba koje dolaze iz različitih župa, pa čak i iz drugih biskupija. Dok se uvijek uzima u obzir usuglašenost sa širim pastoralnim potrebama, ovaj naputak predlaže duh „velikodušne gostoljubivosti“ prema skupinama vjernika koji traže izvanredni oblik, ili prema svećenicima koji povremeno traže slavljenje tog oblika s vjernicima. Razjašnjenje (t. 19.) prema kojem „vjernici koji traže slavljenje prema izvanrednom obliku ni na koji način ne smiju podupirati ili pripadati skupinama koje osporavaju valjanost ili zakonitost svete mise i sakramenata slavljenih u redovitom obliku ili su protiv Rimskog Prvosvećenika kao Vrhovnog Pastira sveopće Crkve.“, je od velike važnosti, jer bi takvo što bilo u besramnoj suprotnosti sa samim ciljem motuproprija, a to je „pomirenje“. Kako bi slavili ovaj obred, svećenici moraju imati dovoljno znanje latinskog jezika, kao i samog obreda. Biskupe se stoga potiče da osiguraju doličnu formaciju koja će u ovu svrhu biti dostupna u sjemeništima, kao i mogućnost da se posluže, u slučaju da nemaju drugih prikladnih svećenika, suradnjom sa svećenicima ustanova koje su uspostavljene u krilu Povjerenstva Ecclesia Dei (koje se inače služe izvanrednim oblikom). Uporaba Rimskog pontifikala iz 1962. za podjelu nižih i viših redova dopuštena je samo u ustanovama posvećenog života i družbama apostolskog života koje su pod Papinskim povjerenstvom 'Ecclesia Dei' i onima koje koriste liturgijske knjige izvanrednog oblika.

Naputak je strukturiran na sljedeći način:

I. Uvod

II. Odgovornosti Papinskog povjerenstva 'Ecclesia Dei'

III. Posebne norme
-  Nadležnost dijecezanskih biskupa
-  Coetus fidelium' (usp. motuproprij 'Summorum Pontificum', čl. 5 § 1)
-  Sacerdotus idoneus (prikladan svećenik; usp. motuproprij 'Summorum Pontificum', čl. 5 § 4)
-  Liturgijska i crkvena stega
-  Potvrda i sveti redovi
-  Breviarium Romanum
-  Sveto trodnevlje
-  Obredi redovničkih redova
-  Pontificale Romanum i Rituale Romanum

Članak 8 posebno navodi sljedeće ciljeve Summorum Pontificuma:
1. ponuditi svim vjernicima 'usus antiquior' rimske liturgije koju kao dragocjeno blago treba sačuvati;
2. učinkovito jamčiti i osiguravati uporabu 'formae extraordinariae' svima koji je traže. Pritom se pretpostavlja da je uporaba rimske liturgije iz 1962. godine mogućnost koja je velikodušno osigurana za dobro vjernika, te se mora tumačiti u korist vjernika, kojima je prvenstveno namijenjena;
3. promicanje pomirenja u srcu Crkve.

Drugi dijelovi uključuju:
Glede dijecezanskih biskupa
14. Zadaća je dijecezanskog biskupa da osigura sve potrebne mjere kako bi se osiguralo poštovanje izvanrednog oblika rimskog obreda prema motupropriju Summorum Pontificum.
Glede coetus fidelium („skupine vjernika“)
19. Vjernici koji traže celebraciju prema izvanrednom obliku ni na koji način ne smiju podupirati ili pripadati skupinama koje osporavaju valjanost ili zakonitost svete mise i sakramenata slavljenih u redovitom obliku ili su protiv Rimskog Prvosvećenika kao Vrhovnog Pastira sveopće Crkve.
Čelnik Tiskovnog ureda Svete Stolice, otac Federico Lombardi ocijenio je ovo pojašnjenje „vrlo važnim“.
Glede sacerdos idoneus („prikladnih svećenika“)
20. S obzirom na pitanje potrebnih uvjeta da se svećenik smatra prikladnim ('idoneus') za celebraciju u izvanrednom obliku, treba držati sljedeće:

1. a)Svaki katolički svećenik koji nije zapriječen kanonskim pravom, mora se smatrati prikladnim da celebrira u izvanrednom obliku (7).
2. Glede uporabe latinskog jezika, potrebno je osnovno znanje da svećenik ispravno izgovara riječi i razumije njihovo značenje.
3. Što se tiče znanja izvršavanja obreda smatra se da su prikladni oni koji su željeli samoinicijativno slaviti izvanredni obred i to su već činili.

21. Traži se od ordinarija da ponude svojim svećenicima mogućnost da dobiju prikladnu pripravu za celebraciju u izvanrednom obliku. To vrijedi i za sjemeništa gdje budućim svećenicima treba dati odgovarajuću formaciju, uključujući studij latinskoga (8) i, gdje pastoralne prilike sugeriraju, mogućnost da nauče izvanredni oblik rimskog obreda. 
Glede normi zakona donesenih nakon 1962.
27. S obzirom na disciplinske norme povezane s celebracijom, primjenjuje se crkvena disciplina sadržana u Zakoniku kanonskog prava iz 1983.

28. Nadalje, snagom svoga karaktera posebnog prava, u okviru vlastitog područja, motuproprij 'Summorum Pontificum' ukida one zakonske odredbe, povezane sa svetim obredima, promulgirane nakon 1962. pa nadalje, i nespojive s rubrikama liturgijskih knjiga koje su na snazi od 1962.
Ovo se tumači kao isključivanje mogućnosti izvanrednih djelitelja pričesti, ministrantica itd.
Glede Svetog trodnevlja
33. Ako postoji prikladan svećenik, skupina vjernika (coetus fidelium) koja slijedi stariju liturgijsku tradiciju, također može celebrirati sveto trodnevlje u izvanrednom obliku. Kad nema crkve ili oratorija određenog isključivo za takve celebracije, župnik ili ordinarij u dogovoru s prikladnim svećenikom, treba pronaći neko povoljno rješenje za dobro duša, ne isključujući mogućnost ponovljene celebracije svetog trodnevlja u istoj crkvi.

## Vanjske poveznice
Službeni dokumenti
- Summorum Pontificum na hrvatskom  Arhivirana inačica izvorne stranice od 7. listopada 2013. (Wayback Machine)
- Summorum Pontificum na latinskom
- Popratno pismo na hrvatskom  Arhivirana inačica izvorne stranice od 7. listopada 2013. (Wayback Machine)
- Popratno pismo na engleskom
- Universae Ecclesiae  Arhivirana inačica izvorne stranice od 19. lipnja 2016. (Wayback Machine): Naputak Povjerenstva Ecclesia Dei o Summorum Pontificumu na hrvatskom

Odgovori tradicionalističkih katoličkih organizacija
- Izjava za javnost Generalnog poglavara FSSPX-a  Arhivirana inačica izvorne stranice od 31. siječnja 2009. (Wayback Machine)
- Vijesti iz Svećeničkog bratstva sv. Petra

Komentari
- Nova et Vetera  Arhivirana inačica izvorne stranice od 12. ožujka 2013. (Wayback Machine)
- Komentar Jimmyja Akina o tekstu dokumenta
- (tal.) Il Summorum Pontificum, un anno dopo
- Woods, Thomas E., Sveto nekad i sveto sad: Povratak stare latinske mise (Roman Catholic Books 2008 ISBN 978-0-9793540-2-1)
- Aillet, Marc, Stara i nova misa: pojašnjenje motuproprija Summorum Pontificum pape Benedikta XVI (Ignatius Press 2010 ISBN 978-1-58617-362-3)